# Gabrje, Grebinj
Gabrje (nemško Haberberg) je naselje v Občini Grebinj v Okraju Velikovec na Koroškem v Avstriji.